# Triângulo Ixil

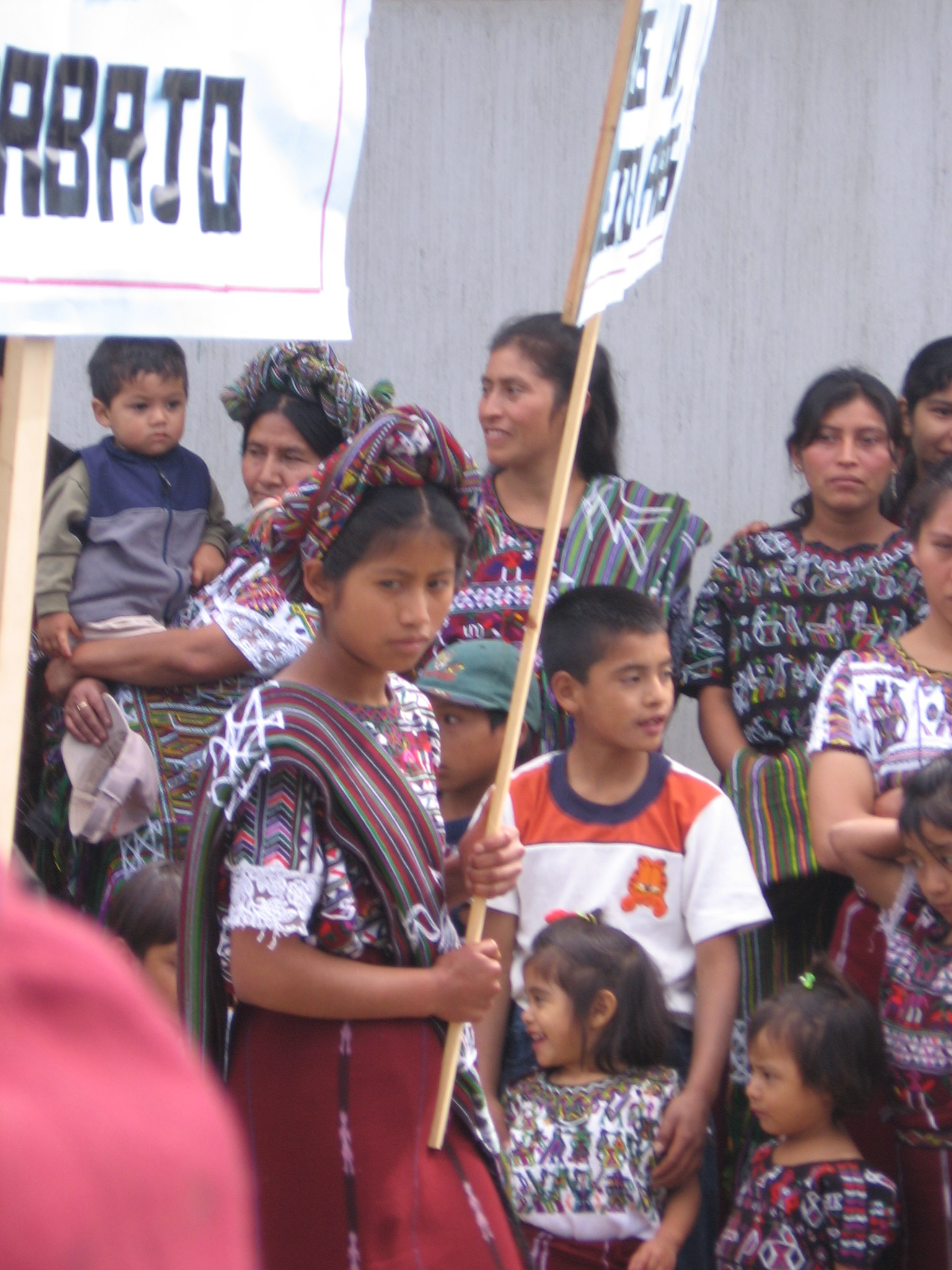
Celebrações em Santa Maria Nebaj, 2005

O Triângulo Ixil é um trio de localidades de Santa Maria Nebaj, San Juan Cotzal e San Gaspar Chajul no departamento de El Quiché nas terras altas ocidentais da Guatemala.

## Cultura
Devido à sua localização nos Cuchumatanes, o Triângulo Ixil permaneceu relativamente isolado do resto do mundo. Assim, as suas gentes mantiveram a sua cultura tradicional livre de influências exteriores. A maioria dos homens são agricultores a maioria das mulheres são tecelãs.
Os habitantes do Triângulo Ixil falam a língua ixil como primeira língua. Alguns aldeões falam espanhol como segunda língua.